# Sân bay Sibulan
Sân bay Sibulan (tiếng Filipino: Paliparan ng Sibulan, tiếng Cebuano: Tugpahanan sa Sibulan) (IATA: DGT, ICAO: RPVD), cũng gọi là Sân bay Dumaguete, là một sân bay phục vụ vùng Thành phố Dumaguete, tỉnh Negros Oriental của Philippines. Sân bay này nằm ở đô thị Sibulan, gần giáo ranh với Thành phố Dumaguete.
Đây là sân bay nội địa thương mại chính theo xếp hạng của Cục Giao thông hàng không, một cục thuộc Bộ Giao thông Vận tải.

## Các hãng hàng không và các tuyến điểm

### Các hãng hiện tại
Các hãng hàng không sau đang hoạt động tại sân bay này:
- Air Philippines (Manila)
- Cebu Pacific (Manila)

### Các hãng trước đây
- Philippine Airlines